# 赫連烏視拔
赫連烏視拔（?—?），中国五胡十六国时代匈奴铁弗部人，夏國开国皇帝赫连勃勃的儿子，封丹杨公。
430年十一月十五，夏王赫连定率众冲下鹑觚原，被北魏武卫将军丘眷截击，夏国军队全军溃败，被杀一万多人。赫连定只身骑马逃跑，向西退保上邽。魏军生擒赫连定的弟弟丹杨公赫連烏視拔、武陵公赫連禿骨以及公、侯以下的贵族和大臣一百多人。